# Roger Houangni
Roger Houangni (* 2. November 1957 in Benin) ist ein ehemaliger beninischer Boxer.
Houangni gehörte bei den Olympischen Sommerspielen 1980 in Moskau zu der 16-köpfigen, aus sieben Boxern und neun Leichtathleten bestehenden Delegation seines Landes. Er trat im Halbmittelgewicht an und verlor in der ersten Runde gegen Jackson Rivera aus Venezuela.